# Qui sera millionnaire ?
Cet article concerne l’adaptation belge diffusée sur RTL-TVI. Pour la version originale, voir Who Wants to Be a Millionaire?. Pour la version française, voir Qui veut gagner des millions ?.
Qui sera millionnaire ? est la version belge francophone du jeu télévisé d'origine britannique Who Wants to Be a Millionaire?. Cette émission est présentée par Alain Simons et diffusée à partir du 28 août 2000, sur RTL-TVI (à l'époque tous les lundis à 20h15 ou 20h20).
Il existe aussi dans le même pays une version néerlandophone diffusée sur VTM : Wie wordt euromiljonair ?.
Le principal objectif du jeu est de gagner 1 million d'euros en répondant à 15 questions à choix multiple. Qui Sera Millionnaire ? a été diffusée de 2000 à 2001 puis une reprise en 2002 à 2005 et enfin un autre arrêt jusqu'en 2008. De 2000 à 2001, le plus grand prix était de 10 millions de francs belges, c'est la seule différence avec la version d'aujourd'hui qui est en euros. Quand un compétiteur a sa cinquième réponse correcte, il part avec 500 €. Quand un compétiteur emporte la dixième question, il part avec 12 500 €.
Avant 2001, l'émission était diffusée une seule fois par semaine, le lundi en première partie de soirée. Elle réalisa de bonnes audiences, atteignant notamment 30 % de parts de marché en Belgique francophone.
Après une longue absence de 3 ans, l'émission a fait son retour à l'antenne dès septembre 2008, toujours sur RTL-TVI, mais a été supprimée seulement quelques semaines plus tard, à la suite de mauvaises audiences.

## L'arbre de l'argent
| Numéro de question | Valeur de la question (Les zones jaunes sont les niveaux montant garantis) | Valeur de la question (Les zones jaunes sont les niveaux montant garantis) |
| Numéro de question | 2000-2001                                                                  | 2002-2006 puis 2008                                                        |
| ------------------ | -------------------------------------------------------------------------- | -------------------------------------------------------------------------- |
| 1                  | 1 000 (25 €)                                                               | 25 €                                                                       |
| 2                  | 2 000 (50 €)                                                               | 50 €                                                                       |
| 3                  | 5 000 (124 €)                                                              | 125 €                                                                      |
| 4                  | 10 000 (248 €)                                                             | 250 €                                                                      |
| 5                  | 20 000 (496 €)                                                             | 500 €                                                                      |
| 6                  | 40 000 (992 €)                                                             | 1 000 €                                                                    |
| 7                  | 80 000 (1 983 €)                                                           | 2 000 €                                                                    |
| 8                  | 150 000 (3 718 €)                                                          | 4 000 €                                                                    |
| 9                  | 300 000 (7 437 €)                                                          | 8 000 €                                                                    |
| 10                 | 500 000 (12 395 €)                                                         | 12 500 €                                                                   |
| 11                 | 1 000 000 (24 789 €)                                                       | 25 000 €                                                                   |
| 12                 | 2 000 000 (49 579 €)                                                       | 50 000 €                                                                   |
| 13                 | 3 000 000 (74 368 €)                                                       | 75 000 €                                                                   |
| 14                 | 5 000 000 (123 947 €)                                                      | 125 000 €                                                                  |
| 15                 | 10 000 000 (247 894 €)                                                     | 1 000 000 €                                                                |